# ザ・ビーチ・ボーイズ '85
『ザ・ビーチ・ボーイズ '85』 (The Beach Boys) は、1985年にリリースされたザ・ビーチ・ボーイズのアルバム。本作はバンドのサウンドが打ち込みになり、デジタル技術によって時代にマッチさせようという試みが成されたアルバムであった。CDフォーマットで発売された初のオリジナル・アルバムである。「ゲッチャ・バック」はヒットとなり、本作以前のアルバムより売り上げはよかったが、依然として本作も商業的には失敗作となった。
1983年になるとブライアン・ウィルソンは精神病の悪化から再びユージン・ランディの治療を受けることとなった。治療は功を奏し、その夏にはビーチ・ボーイズのステージに上がれるほど回復していた。しかし、同年12月にデニス・ウィルソンが泥酔の上溺死する。バンドは新譜を製作する前に喪に服し、前のオリジナル・アルバム『キーピン・ザ・サマー・アライヴ』から5年の期間が過ぎることとなった。
彼らは新譜を作るに当たって時代に合ったサウンドの必要性を感じ、カルチャー・クラブのプロデューサーであったスティーヴ・レヴィンを起用することとなった。全てのメンバーがアルバムのための曲を書き、スティーヴィー・ワンダーとカルチャー・クラブも曲を提供した。
同じくスティーヴ・レヴィンをプロデューサーに起用していた北アイルランド出身のギタリスト、ゲイリー・ムーアが「メイビー・アイ・ドント・ノウ」「シー・ビリーヴス・イン・ラヴ・アゲイン」の2曲に参加している。当時、日本でもゲイリー・ムーアの参加によって、このアルバムは、はからずもハードロック/ヘヴィメタルという、これまでビーチ・ボーイズとは縁がなかったであろうリスナーにも注目されることになった。
発売当初は単に、バンドの再出発の意味を込めた『ザ・ビーチ・ボーイズ』というタイトルであったが、2000年のキャピトル・レコードからの再発の際、それまでファンの間で通称として呼ばれていた「'85」が付加された。

## 曲目
1. ゲッチャ・バック - Getcha Back (Mike Love/ Terry Melcher) 3:02
2. イッツ・ゲッティン・レイト - It's Gettin' Late (Carl Wilson/Myrna Smith Schilling/Robert White Johnson) 3:27
3. クラック・アット・ユア・ラヴ - Crack at Your Love (Brian Wilson/ Al Jardine) 3:40
4. メイビー・アイ・ドント・ノウ - Maybe I Don't Know (Carl Wilson/Myrna Smith Schilling/Steve Levine/Julian Lindsay) 3:54
5. シー・ビリーヴス・イン・ラヴ・アゲイン - She Believes in Love Again (Bruce Johnston) 3:29
6. カリフォルニア・コーリング - California Calling (Al Jardine/Brian Wilson) 2:50
7. パッシング・フレンド - Passing Friend (George O'Dowd/Roy Hay) 5:00
8. アイム・ソー・ロンリー - I'm So Lonely (Brian Wilson/Eugene E. Landy) 2:52
9. ホエア・アイ・ビロング - Where I Belong (Carl Wilson/Robert White Johnson) 2:58
10. アイ・ドゥ・ラヴ・ユー - I Do Love You (Stevie Wonder) 4:20
11. イッツ・ジャスト・ア・マター・オブ・タイム - It's Just a Matter of Time (Brian Wilson/Eugene E. Landy) 2:23
12. メイル・エゴ - Male Ego (Brian Wilson/Mike Love/Eugene E. Landy) 2:32 
※「ゲッチャ・バック」シングルB面曲。LPには収録されていない。